# Đầm Cầu Hai
Đầm Cầu Hai là khu đầm lớn nhất thuộc hệ đầm phá Tam Giang – Cầu Hai ở ven biển thành phố Huế, Việt Nam.
Khu đầm này có dạng lòng chảo, sâu trung bình 1,4 m. Chiều dài đầm từ Cồn Trai đến cửa sông Rui là 9 km và từ cửa sông Truồi đến núi Vĩnh Phong gần 13 km. Đầm có diện tích mặt nước khoảng 104 km², thông ra Biển Đông qua cửa Tư Hiền.